# Rhabdothamnopsis
Rhabdothamnopsis,  monotipski rod gesnerijevki iz podtribusa Loxocarpinae, dio tribusa Trichosporeae Jedina vrsta je R. sinensis., rasprostranjena u južnoj Kini, uključujući Yunnan, Guizhou i Sichuan. Tipično stanište je u gustim šumama, osobito uz potoke, a ponekad iu šikarama uz ceste. Javlja se na visinama u rasponu od 1600 do 2200 m, a potencijalno i više.
Rod je opisan u Journal of the Linnean Society, Botany 35(247): 517–518. 1903.  

## Etimologija
Ime roda sastavljeno od generičkog imena Rhabdothamnus i grčkog sufiksa όψις, opsis = nalik, sličan; aludirajući na sličnost s tim rodom. 

## Opis
Mali grmovi do 0,5 m visoki, razgranati u osnovi, stabljike malo drvenaste. Listovi nasuprotni, kratko peteljkasti. Cvjetovi pojedinačni u pazušcima listova; peteljka vitka. Čašični listići slobodni, linearno lancetasti. Vjenčić ljubičast, cjevast do ljevkast, dvokrilan, gornja usna 2 režnja, donja usna 3 režnja. Prašnika 2; niti umetnute ispod sredine cjevčice vjenčića; prašnici koherentni, lokule spojene na vrhu; staminodije 2. Nektarij prstenasti. Jajnik tanko cilindričan, žljezdano dlakav; stil linearan, žljezdano puberulozan. Kapsula spiralno uvijena. Broj kromosoma: nepoznat.,